# Ambrosi János (evangélikus prédikátor)
Ambrosi János (szlovákul: Ján Ambrózi) (Szielnic, 1741. április 5. – Berlin, 1796. február 22.) evangélikus lelkész.

## Élete
Nemesi családból származott; tanult Nagypalugyán, Besztercebányán, Lőcsén, Debrecenben, Pozsonyban és Bécsben, legvégül a hallei egyetemen. 1756-tól a berlini cseh egyház második prédikátora volt 1770-ig, amikor a havelbergi egyház meghívta első prédikátornak és felügyelőnek. 1773-ban Szent Gertrúd egyházánál lett első lelkész; s egyszersmind a berlini és riksdorfi evangélikus cseh egyházak felügyelője is volt, amely tisztséget haláláig betöltötte. Gyászbeszédet Teller nevű német prédikátortársa mondott felette, aki élete körülményeit is felidézte beszédében.

## Művei
- Ueber die Zweifel der Christen an ihrer Seeligkeit. Berlin. 1773.
- Ueber die verschiedenen Erkenntnisse der wahren Christen. Uo. 1775.
- Von dem Umgang Jesu mit dem Sünder. Uo. 1776.
- Ueber die Selbstverläugnung. Uo. 1781.
- Ueber die Nothwendigkeit der christlichen Besserung. Uo. 1783.
- Das Betragen des Mörders und Posträubers Lenz in seinem Gefängnisse. Uo. 1790.